# Olearia traillii
Olearia traillii là một loài thực vật có hoa trong họ Cúc. Loài này được Kirk mô tả khoa học đầu tiên.